# Julian Leszczyński
Julian Leszczyński (17. května 1818 Brzozów nebo Turze Pole – 5. srpna 1882 Orzechówce) byl rakouský římskokatolický duchovní a politik polské národnosti z Haliče, během revolučního roku 1848 poslanec Říšského sněmu.

## Biografie
Vystudoval s výborným prospěchem gymnázium v Přemyšli a pak nastoupil na tamní duchovní seminář. Po dvou letech vstoupil do bernardinského řádu. Po několika měsících ale ze zdravotních důvodů odešel z kláštera a vrátil se do semináře. V roce 1842 byl vysvěcen. Znal několik jazyků a nashromáždil obsáhlou soukromou knihovnu. Roku 1849 se uvádí jako Julian Leszczynsky, farní vikář v Krosně.
Během revolučního roku 1848 se zapojil do veřejného dění. Ve volbách roku 1848 byl zvolen i na ústavodárný Říšský sněm. Zastupoval volební obvod Krosno. Tehdy se uváděl coby farní vikář. Náležel ke sněmovní pravici. Na sněmu se spřátelil s poslancem Janem Józefem Tarnowským.
V roce 1860 se stal proboštem ve Wielowieśi. Během pobytu v Přemyšli se seznámil s Różou Kolumbou Białeckou, zakladatelkou sdružení Dominikanki ze Zgromadzenia Sióstr świętego Dominika. Leszczyński ji pozděli pozval do Wielowieśi a pomáhal jí s budováním její organizace, včetně výstavby klášterního komplexu. V závěru života trpěl rakovinou. Dva roky před smrtí odjel ke svému bratru Stanisławovi a usadil se ve vesnici Orzechówce. Róża Kolumba Białecka za ním vyslala dvě členky její kongregace, které se o nemocného kněze staraly.